# حجم الجسيمات

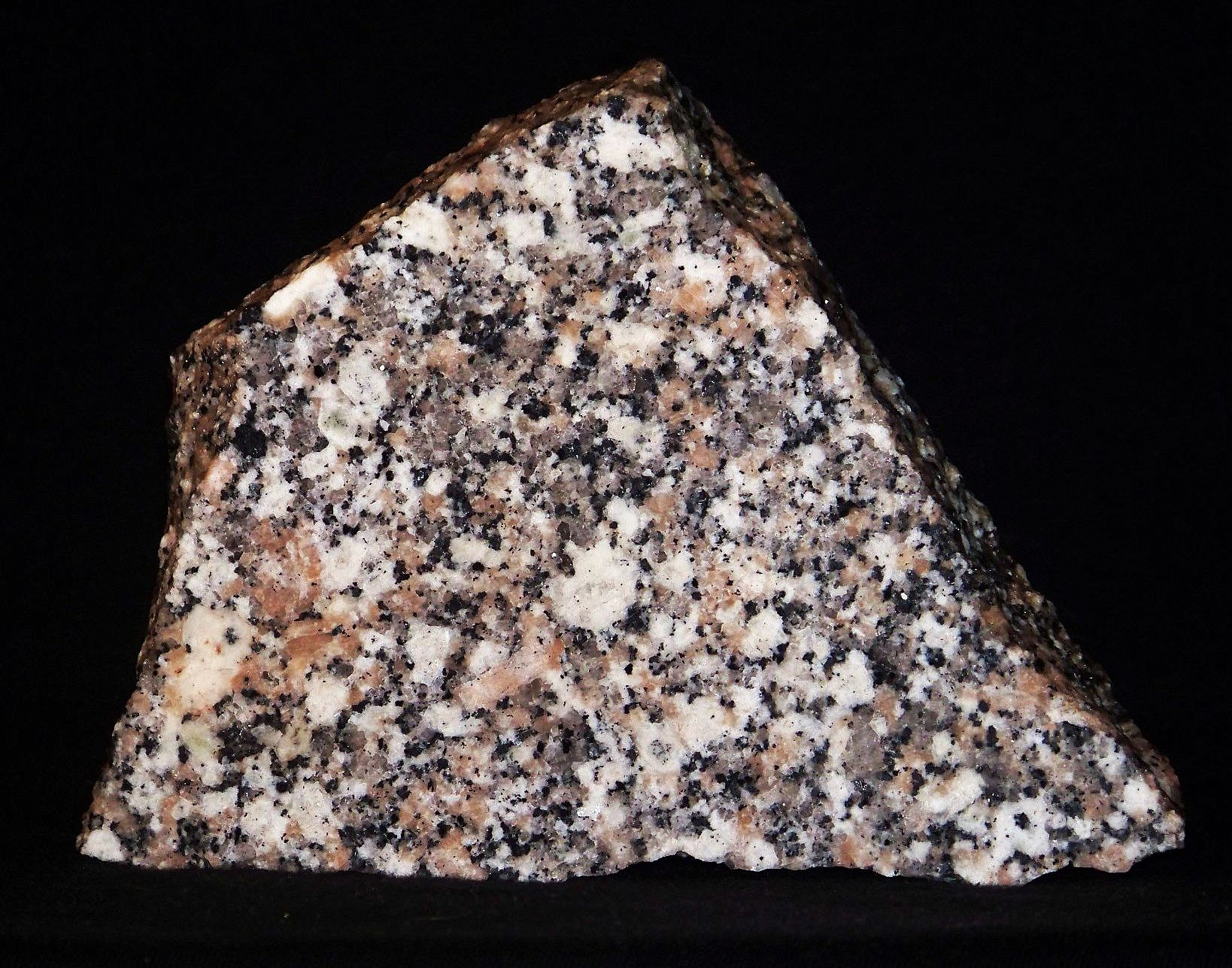

حجم الجسيمات (بالإنجليزية: Particle size)‏، هو مفهوم يشمل مقارنة أبعاد الجسيمات الصلبة (البقع)، والجسيمات السائلة (القطرات)، أو الجسيمات الغازية (الفقاعات). وينطبق مفهوم حجم الجسيمات على الجسيمات الغروية والجسيمات في البيئة والجسيمات الموجودة في المواد الحبيبية (سواء كانت محمولة جواً أم لا)، والجسيمات التي تشكل مادة حبيبية.

## قياس حجم الحبيبات
هناك عدة طرق لقياس حجم الجسيمات وتوزيع حجم الجسيمات. ويستند بعضها إلى الضوء، وغيرها على الموجات فوق الصوتية، أو المجال الكهربائي، أو الجاذبية، أو الطرد المركزي.
في جميع الطرق يكون الحجم مقياساً غير مباشر يتم الحصول عليه من خلال نموذج يحول بطريقة مجردة شكل الجسيمات الحقيقية إلى شكل بسيط ومستقل مثل المجال (الأكثر شيوعاً) أو المكعب (عند استخدام مربع الحد الأدنى ).

### التعبير عن الحجم الكروي
يمكن أن يكون حجم الجسيمات كروية لا لبس فيها وكمية محددة من قبل قطرها. ومع ذلك، من المرجح أن يكون الحجم مادي غير منتظم في الشكل وغير كروية. ولا يمكن تطبيق التعريف الكمي من حجم الجسيمات على الجسيمات غير كروية. وهناك عدة طرق لتوسيع التعريف الكمي لتطبيقه على الجسيمات غير كروية. وتعتمد التعاريف الحالية على استبدال جسيم معين به مجال وهمي يحتوي على إحدى الخصائص المتطابقة مع الجسيمات.

#### حجم الجسيمات كمنظور حجمي
يستند حجم الجسيمات إلى حجم يساوي قطر المجال الذي له نفس حجم الجسيمات معينة. تستخدم عادة في تحليل غربال [الإنجليزية].
{\displaystyle D=2{\sqrt[{3}]{\frac {3V}{4\pi }}}}
حيث
{\displaystyle D}: قطر المجال التمثيلي
{\displaystyle V}: حجم الجسيمات

#### حجم الجسيمات في المنطقة
يعادل حجم الجسيمات في المنطقة قطر المجال الذي يحتوي على نفس المساحة السطحية لجسيم معين. تستخدم عادة في تقنيات الحبيبية البصرية
{\displaystyle D={\sqrt[{2}]{\frac {4A}{\pi }}}}
حيث
{\displaystyle D}: قطر المجال التمثيلي
{\displaystyle A}: مساحة السطح من الجسيمات

### أشكال التعبير غير المباشر
في بعض الأحيان لا يمكن الحصول على حجم (بعد طول في التعبير)، تحسب فقط بوصفها وظيفة من أبعاد ومعلمات أخرى. يوضح أدناه الحالات الرئيسية.

#### حجم الجسيمات القائم على الوزن
حجم الجسيمات القائم على الوزن يساوي قطر المجال الذي له نفس الوزن كما الجسيمات المعينة.
{\displaystyle D=2{\sqrt[{3}]{\frac {3W}{4\pi dg}}}}
حيث
{\displaystyle D}: قطر المجال التمثيلي
{\displaystyle W}: وزن الجسيمات
{\displaystyle d}: كثافة الجسيمات
{\displaystyle g}: ثابت الجاذبية

#### حجم الجسيمات الهوائية
حجم الجسيمات الهيدروديناميكية أو الهوائية يساوي قطر المجال الذي لديه نفس معامل السحب كجسيم معين.
يظهر تعقيد آخر في تحديد حجم الجسيمات في وسط السائل للجسيمات في الأحجام التي هي أقل من ميكرومتر. وعندما يصبح الجسيم صغيراً، يصبح سُمْك طبقة السطح البيني قابلاً للمقارنة مع حجم الجسيمات. ونتيجة لذلك، يصبح موقف سطح الجسيمات غير مؤكد. هناك اتفاقية لوضع هذا السطح وهمي في موقف معين اقترحها جيبس وعرضت في العديد من الكتب على واجهة العلوم الغروانية.

## الاتفاقيات الدولية
هناك معيار دولي على تقديم مختلف الأحجام الجسيمات المميزة، إسو 9276 (بالإنجليزية: ISO 9276)‏ (تمثيل نتائج تحليل حجم الجسيمات). هذه المجموعة من مختلف الأحجام المتوسطة تتضمن الحجم الوسطي، ومتوسط الحجم الهندسي، ومتوسط الحجم. في اختيار جزيئات صغيرة الحجم المحددة يتم استخدام إسو 565 وإسو 3310-1 لاختيار حجم شبكة.

### الجسيمات الغروية
في علم المواد والكيمياء الغروية، مصطلح الجسيمات الغروية هو حوالي كمية صغيرة من المادة ذات الحجم النموذجي للغرويات ومع حدود واضحة في المرحلة. وتتراوح جزيئات الطور المتناثرة ما بين 1 و 1000 نانومتر تقريباً. الغرويات غير متجانسة في الطبيعة. وغير مرئية للعين المجردة، والتحرك دائماً في حركة التعرج المعروفة باسم الحركة البنيان. ويعرف تشتت الضوء من قبل الجسيمات الغروية باسم تأثير تيندال.